# あかざわ恒陽台
あかざわ恒陽台（あかざわこうようだい）とは、静岡県伊東市赤沢にある温泉付き別荘地。

## 概要
赤沢地区の南西部の山中に造成されている大規模な温泉付き別荘地。総区画約900、総棟数約600、定住世帯数約150。
1969年（昭和44年）から分譲開始。管理は「あかざわ温泉株式会社」。

## 施設
- プール
- テニスコート
- 貸し菜園

## 交通・アクセス
八幡野港付近（浮山温泉郷に差し掛かる前）の国道135号から西方（山側）へと分岐し、赤沢から大川の山側にある別荘地群の前を通って、伊豆大川駅方面へと至る道路が、外部との出入り口となっている。両端に加えて、赤沢の集落からもこの道路へアクセスできる。
最寄り駅である伊豆急行線の伊豆高原駅までは約2km。別荘地専用の無料送迎バスが、伊豆高原駅との間で毎日5-6便運行されている。